# Thomas Wharton, 1. Baron Wharton
Thomas Wharton, 1. Baron Wharton (* um 1495; † August 1568) war ein englischer Peer und Politiker der Tudor-Zeit.

## Herkunft und familiäres Umfeld
Thomas Wharton entstammte einer Familie der landed gentry der Grafschaft Westmorland, die Lords of the Manor von Wharton und Nateby waren. Er war der Sohn des Thomas Wharton und der Agnes Warcop und wurde um 1495 geboren. Sein Urgroßvater, ebenfalls Thomas Wharton geheißen, war von 1436 bis 1437 Abgeordneter für Appleby im House of Commons.

## Politische und militärische Laufbahn
Wahrscheinlich im Jahre 1520 folgte er seinem Vater in die Familiengüter. Er nahm dann im April 1522 am Feldzug gegen Schottland teil und erhielt zwischen 1527 und 1529 den Ritterschlag als Knight Bachelor. Danach begann er eine politische Laufbahn. Zunächst wurde er für Appleby von 1529 bis 1536 ins Unterhaus gewählt und von 1529 bis 1530 zum Sheriff der Grafschaft Cumberland ernannt. Anlässlich der Unruhen in den West Marches wurde er am 31. Juli 1531 zum Kommandeur des Aufgebots zur Unterdrückung der Unruhen bestellt. Anschließend wurde er im Januar 1532 Comptroller unter dem Earl of Northumberland in der Verwaltung der Marches. Danach war er einer der Unterhändler, die mit Schottland am 14. Juni 1533 eine Waffenruhe aushandelten. Anschließend gehörte er zu den Untersuchungsbeamten, die gegen Lord Dacre wegen Hochverrats ermittelten.
Von 1535 bis 1536 war er erneut Sheriff von Cumberland und dann wieder von 1539 bis 1540. Während der Rebellion des Nordens, der sogenannten Pilgrimage of Grace, 1536, blieb er dem König Heinrich VIII. treu und wurde einer seiner Vertreter bei den Verhandlungen mit Robert Aske, dem Anführer der Rebellion, in Pontefract am 2. und 5. Dezember 1536. Zum Dank für seine treuen Dienste wurde er am 8. Juni 1537 stellvertretender Warden of the West Marches, obwohl der Duke of Norfolk dem König und Lord Cromwell davon abgeraten hatte (he never serves the King well as warden). Der König vertraute Wharton jedoch, und so stieg er in dessen Diensten weiter auf. Er wurde erst Captain und Governor von Carlisle am 18. Dezember 1541, war von 1542 bis 1544 als Knight of the Shire für Cumberland erneut Mitglied des Unterhauses und erhielt auch weitere militärische Aufgaben. Beim Feldzug gegen Schottland zeichnete er sich in der Schlacht von Solway Moss am 24. Januar 1542 besonders aus.
Wegen seiner Verdienste wurde er am 30. Januar 1545 zum Baron Wharton in der Peerage of England erhoben. Es ist überliefert, dass ihm das entsprechende Letters Patent öffentlich zugestellt wurde. Da das Patent verloren gegangen ist, wurde 1916 angenommen, dass der König eine Barony by writ geschaffen hatte, so dass nunmehr auch weibliche Nachkommen eines Titelträgers erbberechtigt sind. 
Der 1. Baron Wharton wurde vom November 1546 bis zum September 1566 regelmäßig zu den Sitzungen des House of Lords von Heinrich VIII., Maria I. und Elisabeth I. einberufen. Er war Kommandeur im Feldzug gegen die schottischen Earls of Lennox und Glencairn 1543/44 und Warden of the West-Marches, Mitglied des Rates des Nordens Juni 1544–1549, seit ca. 1544 Steward of the lands of Furness Abbey. Seit Dezember 1551 war er einer der Peers, die den Duke of Somerset anklagten und verurteilten. Schließlich wurde er am 31. Juli 1553 zum stellvertretenden Warden aller drei Marches ernannt. Er blieb unter Königin Maria nicht nur im Amt, sondern wurde sogar zum Warden der Middle Marches befördert und zusätzlich 1555 zum Captain of Berwick, Constable of Alnwick Castle und zum Keeper of Berwick Castle ernannt. Auch unter Königin Elisabeth I. erhielt er hohe Ämter. So wurde er 1560 Joint Warden (zusammen mit dem Earl of Northumberland) der Eastern und der Middle Marches. Königin Elisabeth machte ihn außerdem noch zum Lieutenant General of the North und beauftragte ihn 1561 mit den Untersuchungen gegen Verstöße gegen den Act of Supremacy.
Wharton war zweimal verheiratet: seit dem 4. Juli 1518 mit Eleanor Stapleton und seit dem 18. November 1561 mit Lady Anne Talbot, Witwe des John Braye, 2. Baron Braye, Tochter des Francis Talbot, 5. Earl of Shrewsbury. Am 23. oder 24. August 1568 ist er gestorben. Er wurde von seinem Sohn Thomas Wharton als 2. Baron Wharton beerbt.